# غونتر أنجرن
غونتر أنجرن (5 مارس 1893 - 2 فبراير 1943) جنرالًا ألمانيًا في الفيرماخت خلال الحرب العالمية الثانية والذي قاد فرقة بانزر السادسة عشرة خلال معركة ستالينجراد. كما حصل أيضًا على ي لألمانيا النازية.

## سيرة شخصية
انضم أنجيرن، المولود في كولبرغ، إلى جيش ألمانيا الإمبراطورية باعتباره فاهنكر-جانكر (ضابط عسكري). تم تكليفه في المشاة وحارب في الحرب العالمية الأولى. في فترة ما بين الحربين، انضم إلى الفيرماخت وبحلول عام 1938 كان قائد لواء شوتزن الثالث (المدفعية). في العام التالي قاد لواء شوتزن الحادي عشر.  في أغسطس 1940، في رتبة أوبرست، حصل على وسام الفارس الصليبي الحديدي أثناء قيادة اللواء. 